# Ssirŭm

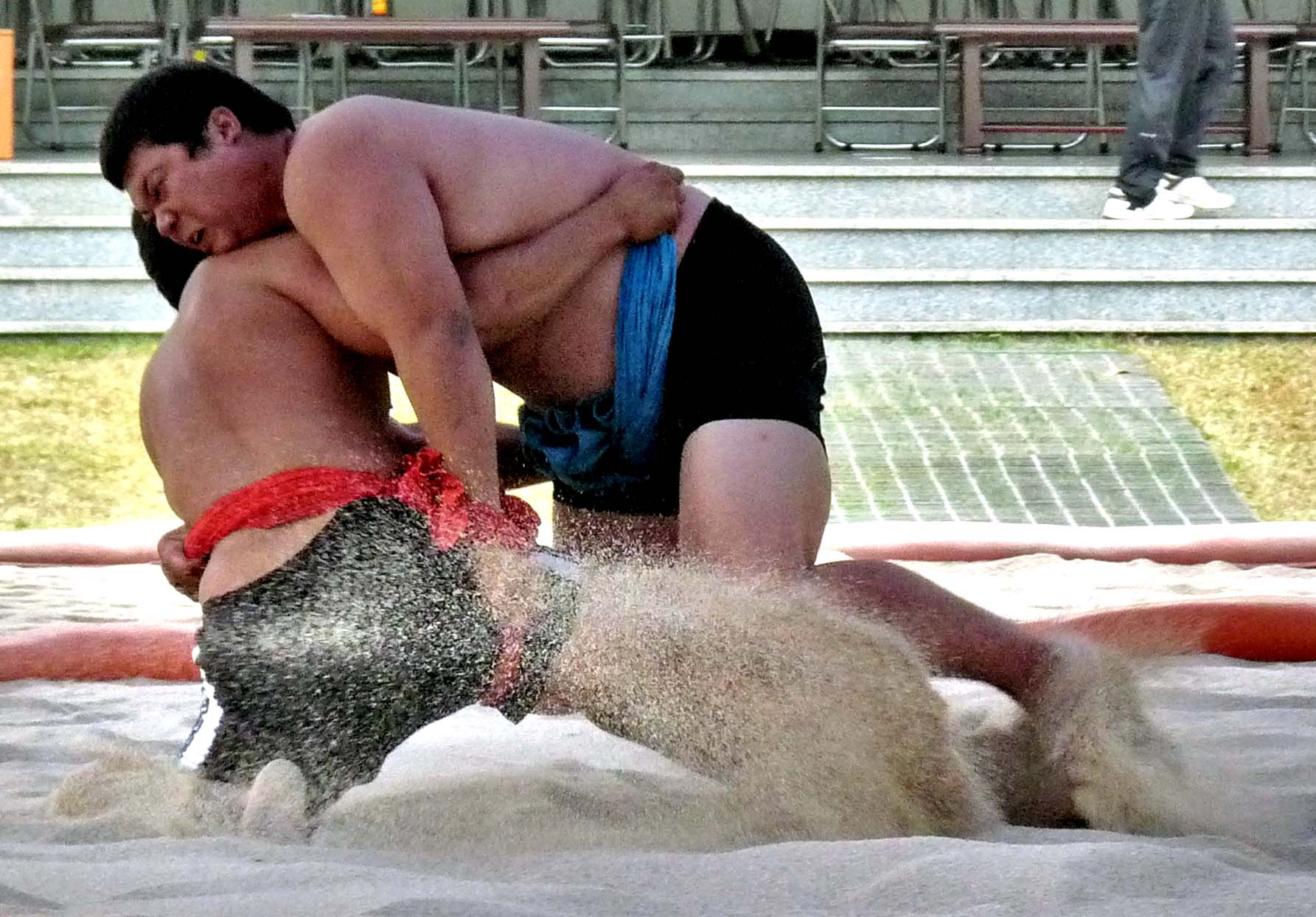
Incontro di ssirŭm.

La lotta coreana o ssirŭm (씨름?, ssireumLR, ssirŭmMR) è una forma di combattimento dalle origini antiche che vede due atleti impegnati nel cercare di rovesciare l'avversario utilizzando la forza di braccia, gambe e dorso all'interno di una buca di sabbia. È la 131ª proprietà culturale intangibile coreana.

## Etimologia
Si ritiene che l'origine della parola ssirŭm sia legata al verbo coreano ssirŭnda, ovvero "confrontarsi l'uno con l'altro", "mettere a confronto la forza". Altri termini che descrivono questa forma di lotta sono gakjeo (각저?, 角抵?), gakhui (각희?, 角戱?) e gakji (각지?, 角支?), dove gak (각?, 角?) è un prefisso comunemente utilizzato per i termini che si riferiscono alla lotta coreana e pare derivi dai combattimenti tra animali provvisti di corna.

## Storia
La lotta coreana è stata documentata per la prima volta durante il periodo Goguryeo, come dimostrano le pitture parietali di alcune tombe del periodo: la tomba di ssirŭm (Gakjeochong) e la tomba di Jangcheon-1ho. Originariamente questa forma di lotta aveva principalmente delle applicazioni militari, ma molto presto durante il periodo Goryeo divenne uno dei passatempi principale dell'intera popolazione, inclusi molti re coreani.
Le competizioni di ssirŭm venivano organizzate in occasione di festeggiamenti tipici locali come il Dano (il quinto giorno del quinto mese lunare), il Chuseok ed il Baekjung, e si svolgevano fra i giovani più robusti dei villaggi per tre giorni. L'ultimo a restare in piedi era proclamato vincitore e coronato col titolo di changsa, "uomo forte", ed era premiato con un bue che simboleggiava appunto la sua forza.
Questa tipologia di confronto fisico non era appannaggio di una sola classe sociale, ma era praticata sia dagli yangban (i nobili del periodo Joseon) che dalle persone meno abbienti. Era infatti la forma di intrattenimento più accessibile alla totalità della popolazione in quanto non richiedeva strumenti o un particolare allenamento.
Con lo sviluppo industriale della Corea nel XX secolo, tale lotta è diventata uno sport competitivo, con la fondazione di squadre di professionisti provenienti dalle scuole superiori o dalle università e l'istituzione di una competizione nazionale, il Campionato Nazionale di Ssirŭm, che organizza gare in tutto il paese dal 1947. Negli anni Venti venne fondata la Pan Chosun Ssirŭm Federation e il termine ssirŭm iniziò a circolare.
Il 30 novembre 1981 venne fondata la Korea Ssirŭm Association, un'organizzazione che prepara gli atleti del campionato. La lotta coreana è altresì utilizzata come training sportivo per i soldati e, dopo che sia la Corea del Nord che la Corea del Sud hanno fatto richiesta, è stata inserita nella lista dei patrimoni intangibili dell'UNESCO.

## Regole

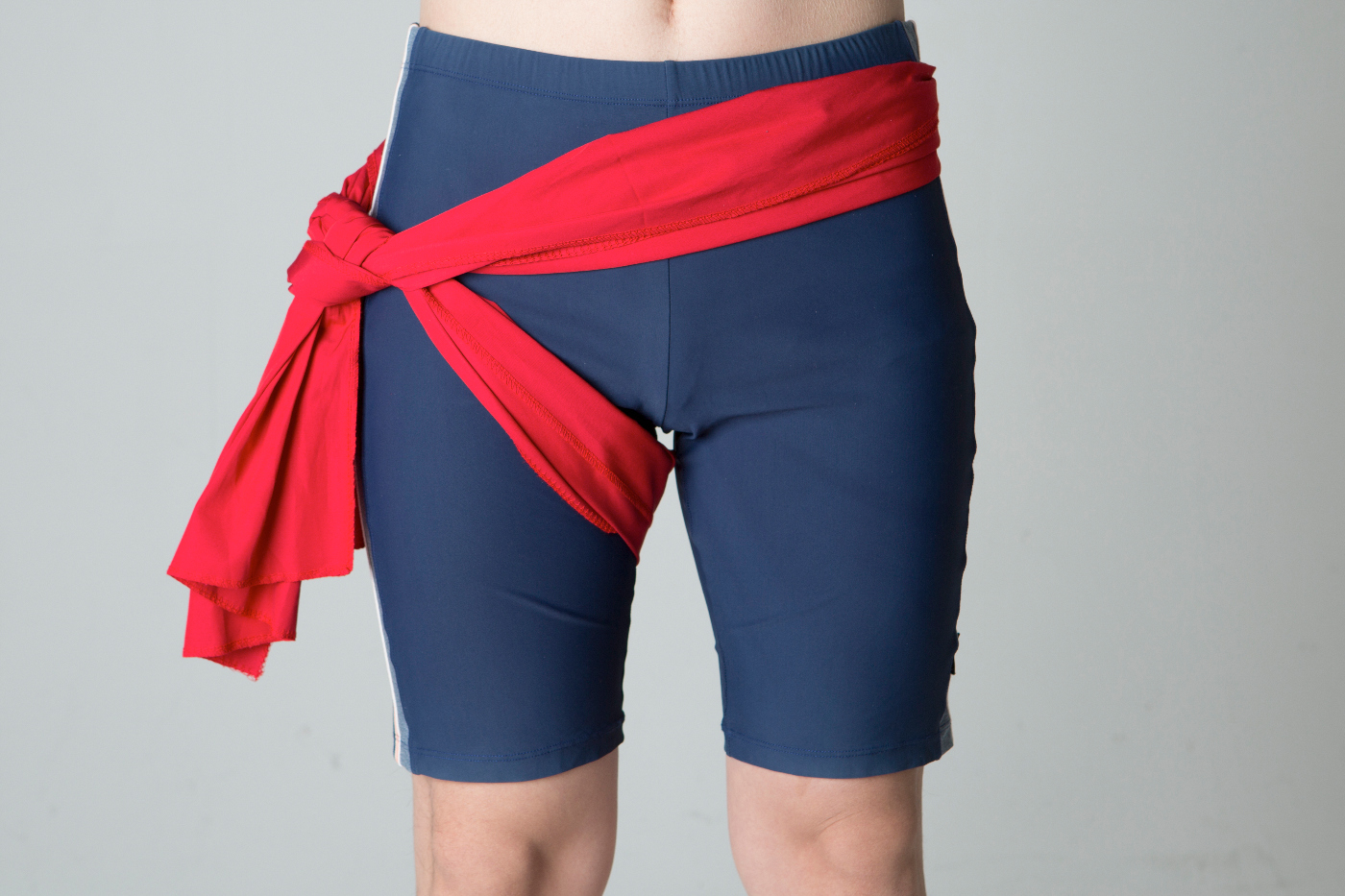
Satpa.

Il combattimento avviene fra due lottatori all'interno di una buca di sabbia. I due atleti si prendono per il satpa, il pezzo di stoffa che cinge vita e cosce, e con l'uso della forza di braccia, gambe e dorso cercano di rovesciare l'avversario fino a farlo cadere. La tecnica adoperata è chiamata "capovolgimento" e con essa l'atleta non usa la propria forza, ma quella dell'avversario contro di lui.
L'atleta tipico dello ssirŭm è dotato di grande stazza, da 1,80 a 2 metri e di altezza, e peso da 100 a 150 kg.

## Eventi

### Campionati mondiali
Il primo campionato mondiale di ssirŭm si è tenuto nel settembre 2008 in occasione dei Busan World TreX-Games, ma fu una competizione non ufficiale. La prima competizione mondiale ufficiale venne organizzata a Šiauliai, in Lituania, dove un totale di 120 combattenti da 40 paesi diversi parteciparono all'evento della durata di due giorni.
| Edizione | Anno | Città ospite | Campioni uomini | Campioni donne                                                              | Fonti  |
| -------- | ---- | ------------ | --- | --------------------------------------------------------------------------- | ------ |
| 1        | 2009 | Šiauliai     | Tullio Pachmann (90 kg) Chae Hee-kwan (+90 kg)                                                                               | Campionato non tenuto                                                       | [ 6 ]  |
| 2        | 2011 | Busan        | Valerii Komar (90 kg) Chae Hee-kwan (130 kg)                                                                                 | Jin Mehua (60 kg) Lim Su-jeong (80 kg)                                      | [ 7 ]  |
| 3        | 2012 | Busan        | Choi Sang-geun (80 kg) Lee Eol (100 kg) Andriy Nikitchenko (130 kg)                                                          | Seo Hyun (65 kg) Lim Su-jeong (80 kg)                                       | [ 8 ]  |
| 4        | 2013 | Francoforte  | Davit Karbelashivili (90 kg) Matti Hämäläinen (105 kg)                                                                       | Viktoriia Sukretna (60 kg) Elena Balzer (70 kg)                             | [ 9 ]  |
| 5        | 2015 | Yangon       | Yu Zejun (70 kg) Alisher Khudayberdiev (80 kg) Uuganbaatar Myagmarsuren (90 kg) Valerii Komar (100 kg) Tamir Darmaa (120 kg) | Zhang Yueping (50 kg) Nguyễn Thị Yến Trinh (60 kg) Khulan Batbaatar (70 kg) | [ 10 ] |

### Campionati coreani
I campionati coreani di ssirŭm hanno classi illimitate di peso ed i campioni vengono battezzati Cheonhajangsa (천하장사?, 天下壯士?), ovvero "gli uomini più forti sotto il cielo".
| Edizione | Anno | Campione          |
| -------- | ---- | ----------------- |
| 1        | 1983 | Lee Man-ki        |
| 2        | 1983 | Lee Man-ki (2)    |
| 3        | 1984 | Jang Ji-young     |
| 4        | 1984 | Lee Man-ki (3)    |
| 5        | 1984 | Lee Jun-hee       |
| 6        | 1985 | Lee Man-ki (4)    |
| 7        | 1985 | Lee Man-ki (5)    |
| 8        | 1985 | Lee Jun-hee (2)   |
| 9        | 1986 | Lee Man-ki (6)    |
| 10       | 1986 | Lee Bong-geol     |
| 11       | 1986 | Lee Man-ki (7)    |
| 12       | 1987 | Lee Bong-geol (2) |
| 13       | 1987 | Lee Jun-hee (3)   |
| 14       | 1988 | Lee Man-ki (8)    |
| 15       | 1988 | Lee Man-ki (9)    |
| 16       | 1989 | Lee Man-ki (10)   |
| 17       | 1989 | Kim Chil-gyu      |
| 18       | 1990 | Kang Ho-dong      |
| 19       | 1990 | Kang Ho-dong (2)  |
| 20       | 1990 | Kang Ho-dong (3)  |

| Edizione | Anno | Campione            |
| -------- | ---- | ------------------- |
| 21       | 1991 | Hwang Dae-woong     |
| 22       | 1991 | Hwang Dae-woong (2) |
| 23       | 1991 | Kang Ho-dong (4)    |
| 24       | 1992 | Kang Ho-dong (5)    |
| 25       | 1992 | Lim Yong-je         |
| 26       | 1992 | Kim Jung-pil        |
| 27       | 1993 | Kim Jung-pil (2)    |
| 28       | 1993 | Baek Seung-il       |
| 29       | 1993 | Baek Seung-il (2)   |
| 30       | 1994 | Shin Bong-min       |
| 31       | 1994 | Baek Seung-il (3)   |
| 32       | 1994 | Lee Tae-hyun        |
| 33       | 1995 | Kim Kyung-soo       |
| 34       | 1996 | Kim Kyung-soo (2)   |
| 35       | 1997 | Shin Bong-min (2)   |
| 36       | 1998 | Kim Young-hyun      |
| 37       | 1999 | Kim Young-hyun (2)  |
| 38       | 2000 | Lee Tae-hyun (2)    |
| 39       | 2001 | Hwang Kyu-hyun      |
| 40       | 2002 | Lee Tae-hyun (3)    |

| Edizione | Anno | Campione           |
| -------- | ---- | ------------------ |
| 41       | 2003 | Choi Hong-man      |
| 42       | 2004 | Kim Young-hyun (3) |